# Зарнен
Зарнен (нім. Sarnen) — місто в Швейцарії, столиця кантону Обвальден.

## Географія
Місто розташоване на відстані близько 65 км на схід від Берна.
Зарнен має площу 73,1 км², з яких на 5,9 % дозволяється будівництво (житлове та будівництво доріг), 39 % використовуються в сільськогосподарських цілях, 50,8 % зайнято лісами, 4,3 % не є продуктивними (річки, льодовики або гори).

## Демографія
2019 року в місті мешкало 10 458 осіб (+4,9 % порівняно з 2010 роком), іноземців було 15,4 %. Густота населення становила 143 осіб/км².
За віковим діапазоном населення розподілялося таким чином: 18,8 % — особи молодші 20 років, 59,5 % — особи у віці 20—64 років, 21,7 % — особи у віці 65 років та старші. Було 4533 помешкань (у середньому 2,3 особи в помешканні).
Із загальної кількості 8513 працюючих 375 було зайнятих в первинному секторі, 2041 — в обробній промисловості, 6097 — в галузі послуг.

## Особистості
- Йонас Омлін (1994—) — швейцарський футболіст, воротар німецького клубу «Боруссія (Менхенгладбах)» і національної збірної Швейцарії.

## Галерея

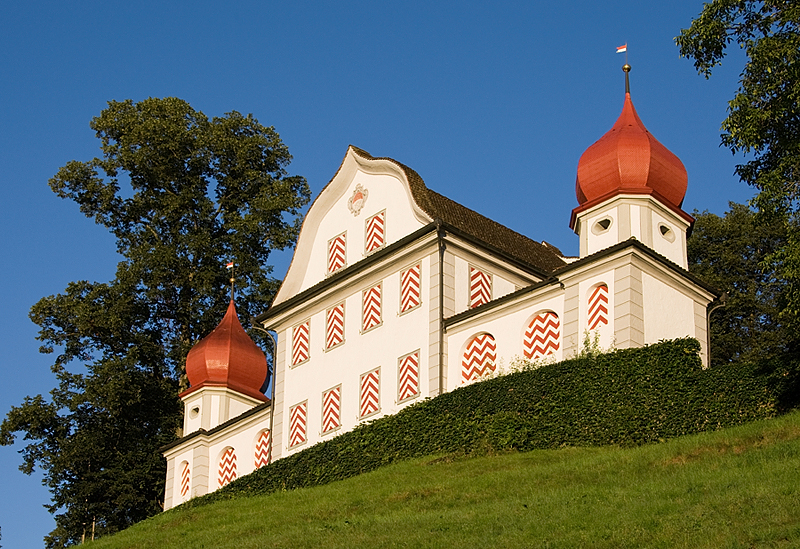
Ланденберг
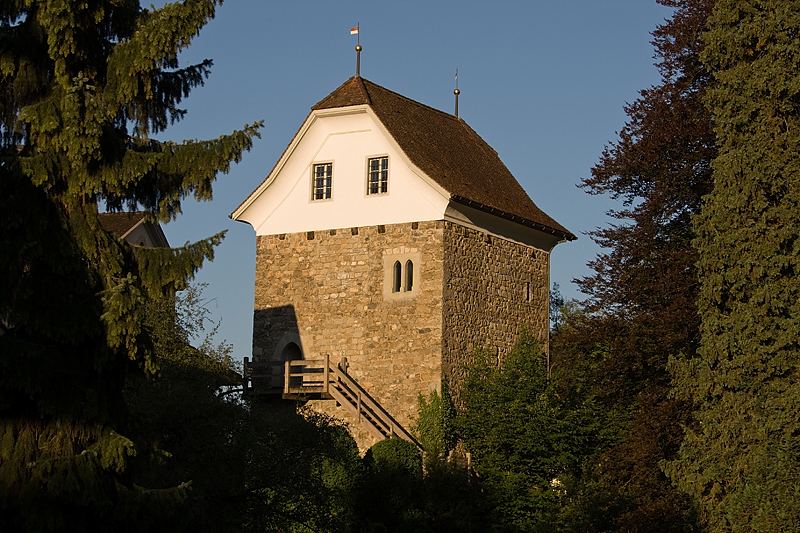
Відьомська вежа (Hexenturm)
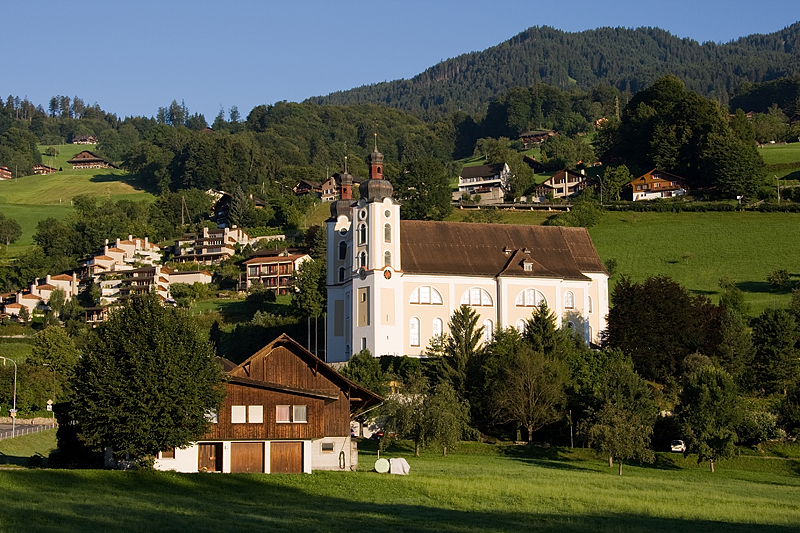
Парафіяльний костел Св. Петра і Павла
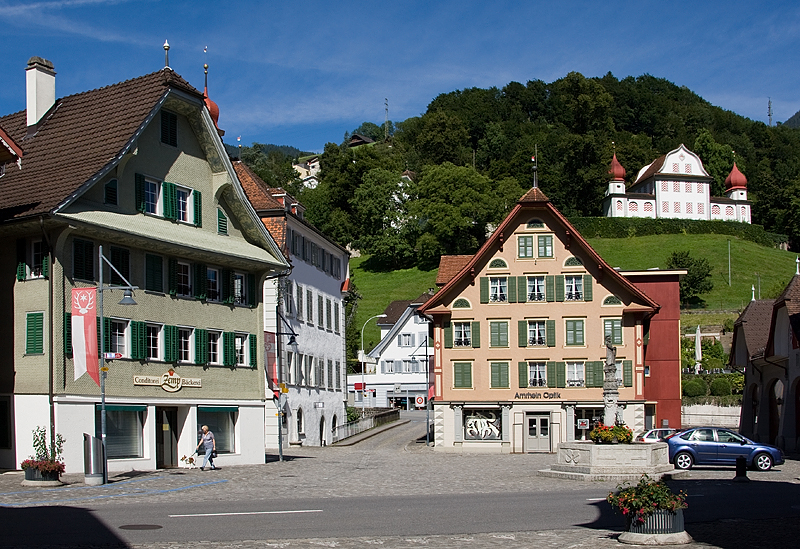
Центральна площа (Dorfplatz)
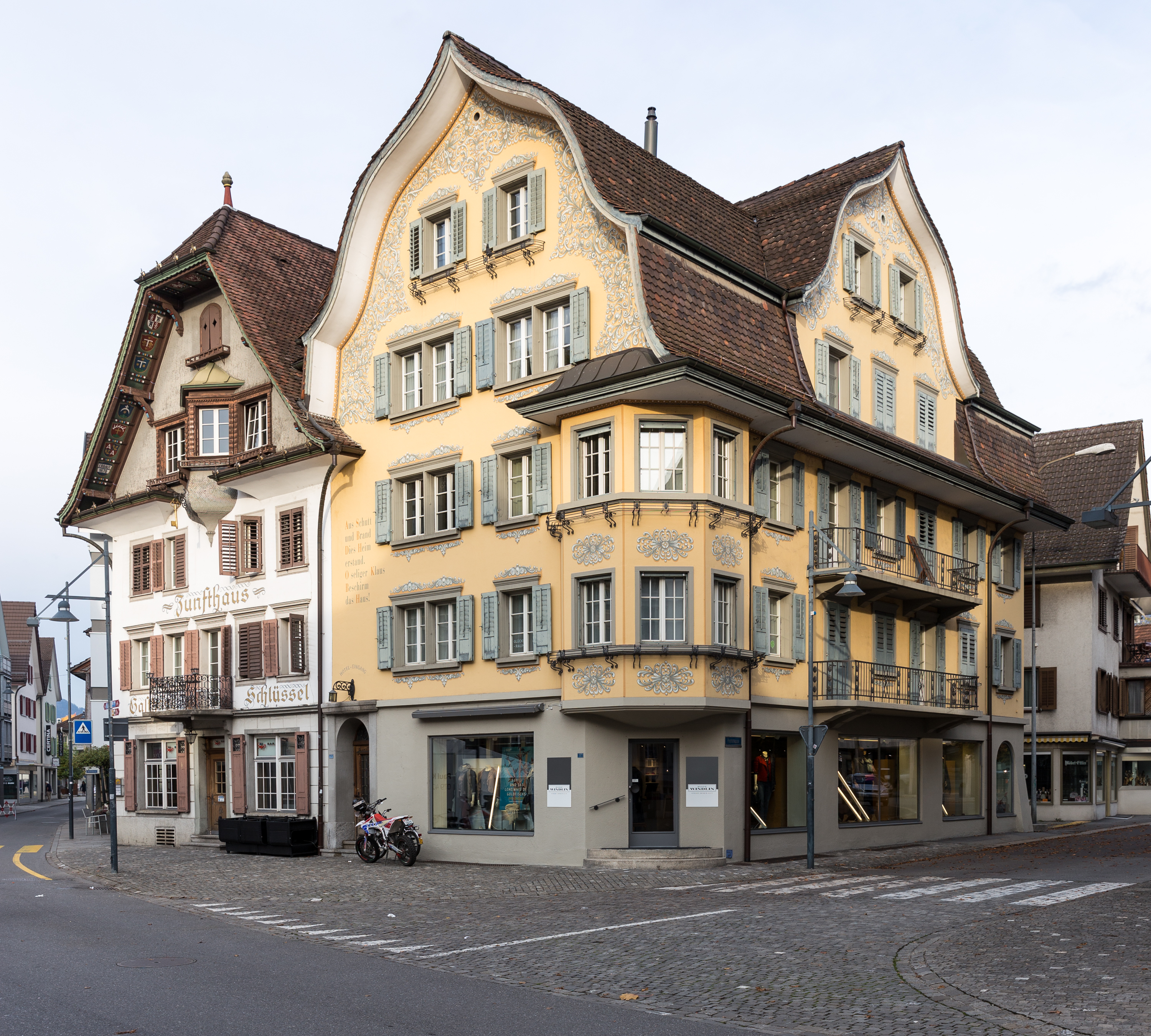
Dorfplatz 11 & 12
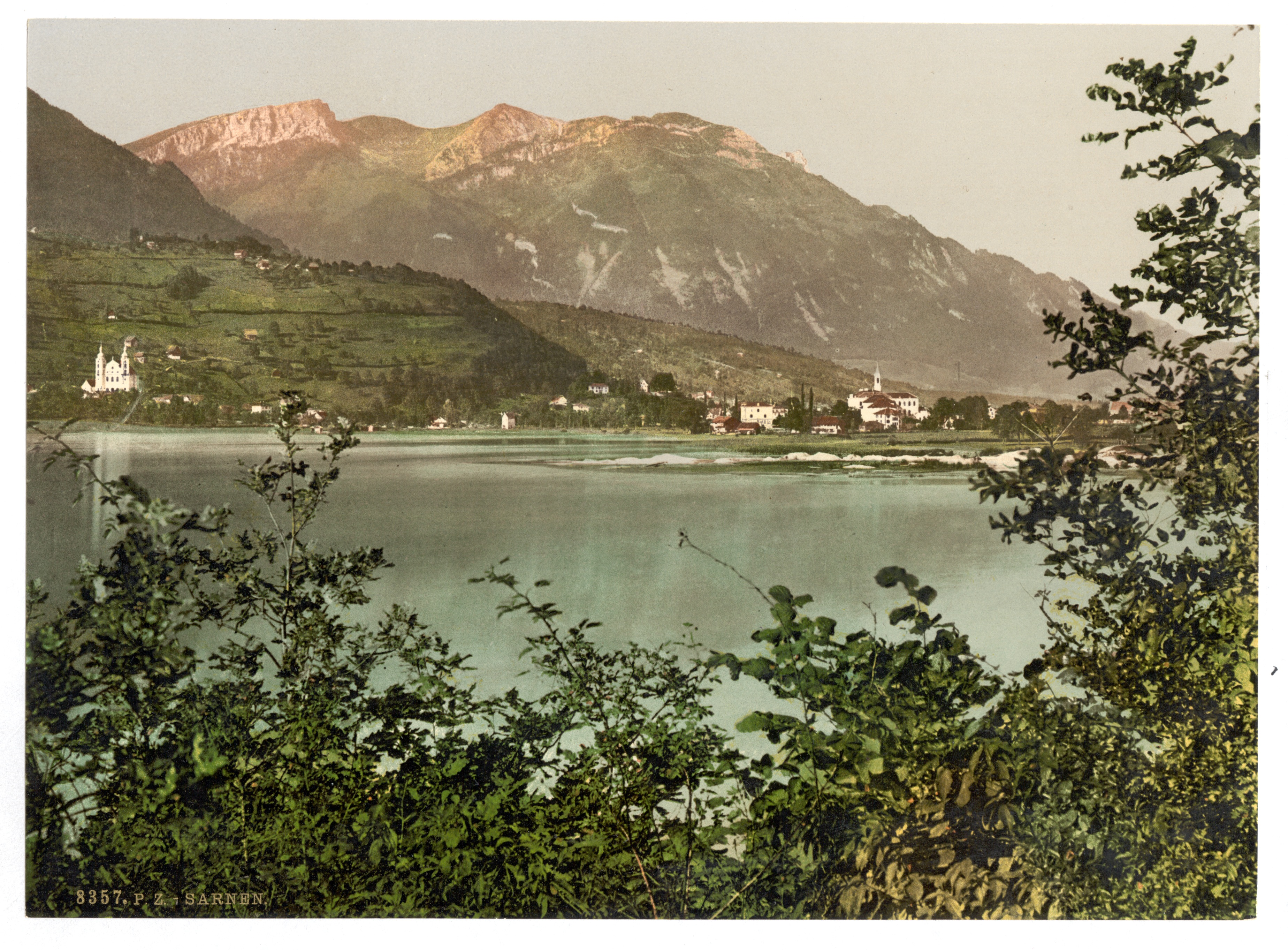
Сарнен на Сарненському озері близько 1900 року
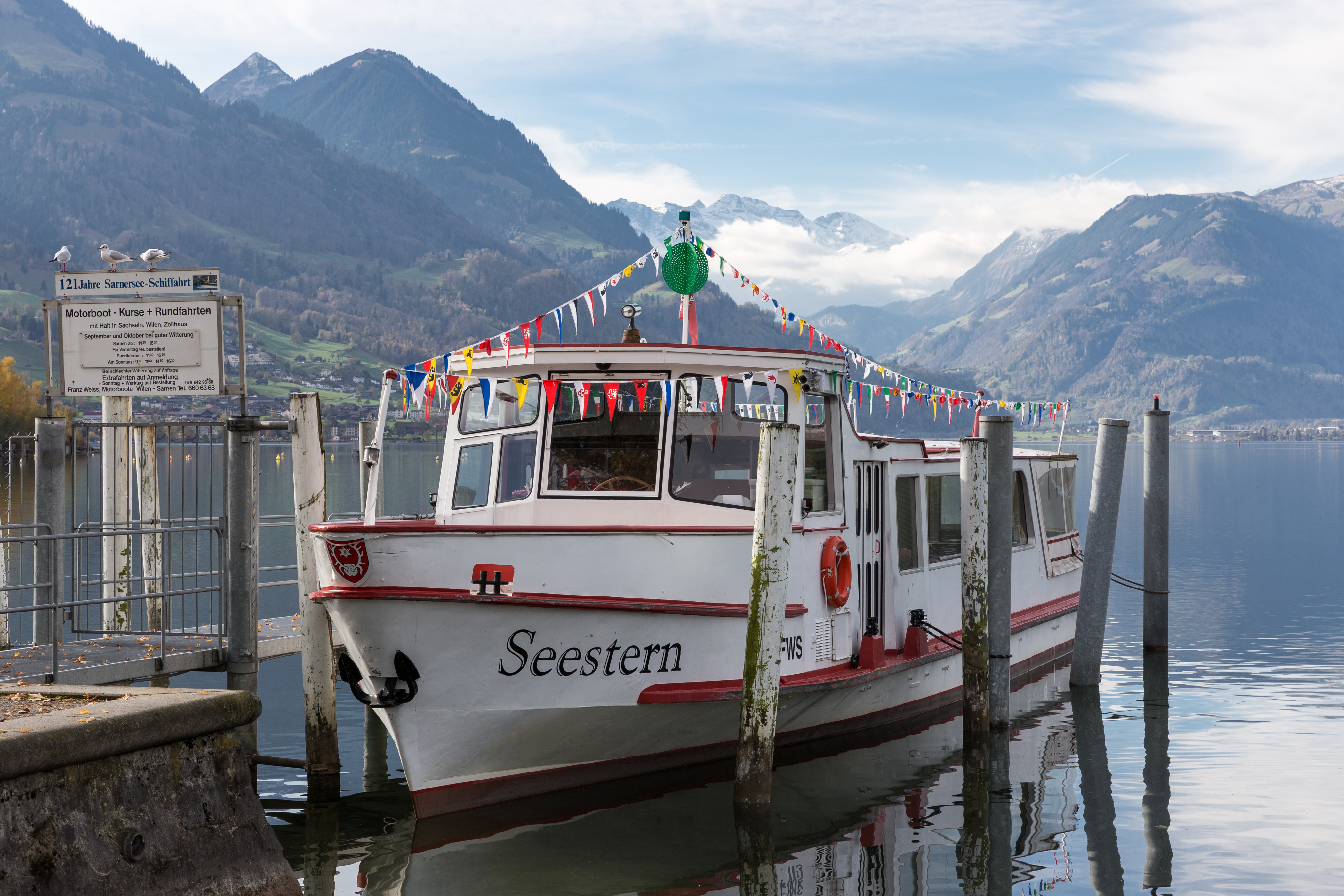
Прогулянка на човні по Зарнерзее